# Celama microphila
Celama microphila är en fjärilsart som beskrevs av Turner 1899. Celama microphila ingår i släktet Celama och familjen trågspinnare. Inga underarter finns listade i Catalogue of Life.